# Duński Kościół Unitarianski
Duński Kościół Unitarianski (w oryginale Unitarisk Kirkesamfund, po angielsku Unitarian Church of Denmark) – organizacja zrzeszająca unitarian w Danii, członek ICUU. Liczy 55 rodzin i 110 członków wspierających (niepełnych). Należy do niej jedna wspólnota. Grupa ma chrystocentryczny charakter. Co niedzielę, z wyjątkiem lata, odprawiane jest nabożeństwo, poza tym wiosna i jesienią organizowane są spotkania przy kawie, a latem w środowe popołudnia różne zajęcia rozrywkowe połączone z nabożeństwami. 